# 安娜斯塔西亚·阿克丘林娜
安娜斯塔西亚·阿克丘林娜（俄語：Анастасия Акчурина，1992年6月14日—），本名安娜斯塔西亚·切尔维亚科娃（俄語：Анастасия Червякова），俄羅斯女子羽毛球運動員。

## 簡歷

### 2008-2009年
2008年11月，安娜斯塔西亚·切尔维亚科娃与罗米纳·加布杜林娜出戰俄羅斯羽毛球大獎賽，在女双準决赛以0比2（11-21、16-21）不敌保加利亚强档的佩蒂娅·内德尔奇娃/迪米特丽亚·博普斯托伊科娃。
2009年4月，安娜斯塔西亚·切尔维亚科娃代表俄罗斯参加義大利米蘭举办的歐洲青年羽毛球錦標賽，与青年期罗米纳·加布杜林娜赢得女子双打冠军。

### 2010年 土耳其羽球赛夺冠
2010年9月，安娜斯塔西亚·切尔维亚科娃与丹尼斯·格拉切夫出戰哈爾科夫羽毛球國際賽，在混双準决赛以0比2（11-21、7-21）不敌赛会头号种子、乌克兰强档的瓦列里·阿特拉什琴科夫/埃琳娜·普鲁斯。同年12月，她与Mariya Korobeinikova出戰土耳其羽毛球國際賽，在女双决赛以2比0（21-15、21-11）击败了法国强档的劳拉·舒瓦内/奥德丽·方丹，赢得成年组赛事冠军，亦是她首个國際系列賽女双冠军。

### 2011年 塞浦路斯羽球赛夺冠
2011年6月，安娜斯塔西亚·切尔维亚科娃与Anastasia Nazarchuk出戰立陶宛羽毛球公開賽，在女双準决赛以0比2（29-30、13-21）不敌赛会头号种子、乌克兰强档的玛丽亚·乌利蒂娜/纳塔利娅·沃伊切赫。同年7月，她代表俄罗斯参加芬兰万塔举办的歐洲青年羽毛球錦標賽，助俄罗斯队赢得混合團體亚军。同年10月，她分别与塔吉娜·比比克以及尼古拉·尼科拉恩科出戰塞浦路斯羽毛球國際賽，在女双决赛以2比0（21-12、21-11）击败了丹麦强档的赛琳·尤尔/约瑟芬·范·赞纳，赢得国际赛女双冠军；而混双决赛以0比2（21-23、18-21）不敌赛会2号种子、丹麦强档的尼克拉斯·诺尔/Joan Chirstiansen，赢得亚军。

### 2012年 西班牙及白夜羽球赛夺冠
2012年2月，安娜斯塔西亚·切尔维亚科娃代表俄羅斯参加荷蘭阿姆斯特丹舉行的歐洲女子羽毛球團體錦標賽，助俄罗斯队赢得得第四名。同年3月，她与塔吉娜·比比克出戰克羅地亞羽毛球國際賽，在女双準决赛以0比2（16-21、17-21）不敌荷兰强档的萨曼塔·巴宁/埃菲耶·穆斯肯斯。同年5月，她与塔吉娜·比比克出戰西班牙羽毛球公開賽，在女双决赛以2比1（12-21、21-16、21-18）击败了英格兰强档的玛里亚纳·阿格基罗/亚历山德拉·兰利，赢得成年组赛事冠军，亦是她首个國際挑戰賽女双冠军。同年6月，她与塔吉娜·比比克出戰俄羅斯羽毛球大獎賽，在女双决赛因自己弃赛，赢得亚军。同年7月，她与塔吉娜·比比克出戰白夜羽毛球賽，在女双决赛因对方弃赛，赢得本赛季第二个國際挑戰賽女双冠军。

### 2013年 大俄罗斯羽球赛夺冠
2013年3月，安娜斯塔西亚·切尔维亚科娃与塔吉娜·比比克出戰法國羽毛球國際賽，在女双準决赛以0比2（10-21、9-21）不敌赛会4号种子、马来西亚强档的阿米莉亚·艾丽西娅·安瑟利/宋佩珠。同年5月，她与塔吉娜·比比克出戰丹麥羽毛球國際賽，在女双準决赛以0比2（14-21、17-21）不敌赛会4号种子、丹麦强档的莱恩·丹穆凯尔·克鲁斯/马丽恩·罗布克。同年8月，她參加中國廣州舉行的世界羽毛球錦標賽，與塔吉娜·比比克出戰女子雙打項目，首圈以2-0淘汰美國選手晉級，但在第二圈就以0比2（10-21、15-21）不敵12號種子、香港的潘樂恩/謝影雪出局。同年9月，她与尼娜·维斯洛娃出戰比利時羽毛球國際賽，在女双準决赛以0比2（13-21、15-21）不敌跨国组合的（苏格兰：伊莫金·班克尔/保加利亚：佩蒂娅·内德尔奇娃）。同期9月，她与尼娜·维斯洛娃出戰俄羅斯羽毛球大獎賽，在女双决赛以2比0（21-16、21-18）击败了赛会头号种子、队友的伊琳娜·克列布科/克谢尼娅·波利卡波娃，赢得成年组赛事，亦是她首个大獎賽女双冠军。同年10月，她与尼娜·维斯洛娃出戰瑞士羽毛球國際賽，在女双决赛以2比1（21-18、18-21、21-13）击败了赛会头号种子、瑞典强档的伊美利·兰纳森/埃玛·文贝里，赢得国际赛女双冠军。同年11月，她与尼娜·维斯洛娃出戰威爾斯羽毛球國際賽，在女双準决赛以1比2（18-21、21-16、15-21）不敌赛会5号种子、印尼强档的凯希亚·纽维塔·哈纳迪亚/德维·蒂卡·佩马塔萨里。

### 2014年 爱沙尼亚及波兰羽球赛夺冠
2014年1月，安娜斯塔西亚·切尔维亚科娃与尼娜·维斯洛娃出戰愛沙尼亞羽毛球國際賽，在女双决赛以2比0（21-9、21-12）击败了荷兰强档的米凯·哈尔克马/盖尔·马胡利特，赢得国际赛女双冠军。同年2月，她代表俄罗斯参加瑞士巴塞爾举办的歐洲女子羽毛球團體錦標賽，助球队赢得女子團體亚军。同年3月，她与尼娜·维斯洛娃出戰波蘭羽毛球公開賽，在女双决赛以2比1（15-21、21-17、22-20）击败了日本强档的栗原文音/篠谷菜留，赢得国际赛女双冠军。同年7月，她与尼娜·维斯洛娃出戰美國羽毛球黃金大獎賽，在女双準决赛以0比2（7-21、15-21）不敌印尼强档的申迪·普斯帕·伊拉瓦蒂/维塔·玛丽莎。同年10月，她分别与尼娜·维斯洛娃以及安德雷·帕拉霍金出戰瑞士羽毛球國際賽，在女双準決賽以1比3（10-11、7-11、11-8、4-11）不敌印尼强档的梅利亚娜·乔哈里/阿普萨西·普特里·勒杰萨·瓦里拉；而混双準決賽以2比3（7-11、5-11、11-8、11-10、2-11）不敌赛会2号种子、法国强档的罗南·拉巴尔/埃米莉·拉菲尔。同年11月，她与尼娜·维斯洛娃出戰巴林羽毛球國際挑戰賽，在女双决赛以0比2（6-21、15-21）不敌队友的叶卡捷琳娜·博洛托娃/叶夫根尼娅·科泽茨卡亚，赢得亚军。

### 2015年 里加及瑞典羽球赛夺冠
2015年1月，安娜斯塔西亚·切尔维亚科娃与尼娜·维斯洛娃出戰瑞典羽毛球大師賽，在女双决赛以2比1（17-21、23-21、21-14）击败了英格兰强档的苏菲·布朗/凯特·罗伯特肖，赢得国际赛女双冠军。同年5月，她与奥尔佳·莫罗佐娃出戰西班牙羽毛球國際賽，在女双决赛以0比2（16-21、11-21）不敌赛会头号种子、保加利亚强档的加夫列拉·斯托伊娃/斯蒂法尼·斯托伊娃，赢得亚军。同期5月，她出戰里加羽毛球國際賽，在女单决赛以2比1（24-26、21-14、21-12）击败了赛会头号种子、立陶宛名将的厄维尔·斯塔普赛蒂特，赢得成年组赛事冠军，亦是她首个未來系列賽女单冠军；此外，还与搭档安德雷·帕拉霍金的混双决赛以2比0（21-18、21-17）击败了丹麦强档的麥斯·埃米爾·克里斯坦森/塞西莉·森托，赢得本赛的第二冠。同年6月，她与安德雷·帕拉霍金出戰立陶宛羽毛球國際賽，在混双决赛以0比2（14-21、17-21）不敌跨国组合的（丹麦：索伦·托夫特·汉森/法国：泰沙娜·维尼斯·瓦汉），赢得亚军。同年7月，她代表俄羅斯（Lobachevsky State University of Nizhny Novgorod）出戰韓國光州市舉行的世界大學生運動會羽毛球比賽。同年10月，她与奥尔佳·莫罗佐娃出戰瑞士羽毛球國際賽，在女双準决赛以0比2（21-23、16-21）不敌赛会头号种子、荷兰强档的萨曼塔·巴宁/伊里斯·塔博林。同年11月，她与奥尔佳·莫罗佐娃出戰挪威羽毛球國際賽，在女双準决赛以0比2（18-21、21-23）不敌赛会2号种子、澳大利亚强档的塞特亚纳·玛帕萨/格罗娅·萨莫维尔。同年12月，她与奥尔佳·莫罗佐娃出戰意大利羽毛球國際賽，在女双準决赛以0比2（16-21、16-21）不敌澳大利亚强档的塞特亚纳·玛帕萨/格罗娅·萨莫维尔。

### 2016年 俄罗斯羽球赛夺冠
2016年1月，安娜斯塔西亚·切尔维亚科娃分别与奥尔佳·莫罗佐娃以及安德雷·帕拉霍金出戰愛沙尼亞羽毛球國際賽，在女双决赛以2比0（21-14、21-15）击败了赛会2号种子、东道主的克里斯汀·库巴/赫莉娜·吕特尔，赢得国际赛女双冠军；而混双準决赛以0比2（21-23、17-21）不敌赛会头号种子、法国强档的巴斯蒂安·凯尔索迪/莉亚·巴莱尔莫。同期1月，她与奥尔佳·莫罗佐娃出戰瑞典羽毛球大師賽，在女双準决赛以0比2（19-21、22-24）不敌赛会3号种子、荷兰强档的萨曼塔·巴宁/伊里斯·塔博林。同年3月，她与奥尔佳·莫罗佐娃出戰波蘭羽毛球公開賽，在女双準决赛以0比2（8-21、5-21）不敌赛会头号种子、泰国强档的普蒂塔·素帕猜恭/沙西丽·德拉达那猜。同年7月，她与奥尔佳·莫罗佐娃出戰白夜羽毛球賽，在女双决赛以0比2（17-21、7-21）不敌日本强档的久後明日美/橫山惠，赢得亚军。同年9月，她代表俄罗斯参加本国举办的世界大學生羽毛球錦標賽，助球队赢得混合團體季军。同年10月，她与奥尔佳·莫罗佐娃出戰俄羅斯羽毛球大獎賽，在女双决赛以2比0（21-14、22-20）击败了队友的叶夫根尼娅·科泽茨卡亚/克谢尼娅·波利卡波娃，赢得大獎賽女双冠军。同年11月，她与奥尔佳·莫罗佐娃出戰威爾斯羽毛球國際賽，在女双决赛以2比0（21-16、21-11）击败了印度强档的阿什维尼·蓬纳帕/斯基·雷迪，赢得国际赛女双冠军。同年12月，她与奥尔佳·莫罗佐娃出戰意大利羽毛球國際賽，在女双决赛以2比0（21-18、21-17）击败了赛会7号种子、保加利亚强档的玛丽亚·米特索娃/佩蒂娅·内德尔奇娃，赢得国际赛女双冠军。

### 2017年 欧锦赛女双夺铜
2017年2月，安娜斯塔西亚·切尔维亚科娃代表俄罗斯参加波蘭盧賓举办的歐洲羽毛球混合團體錦標賽，助球队赢得混合團體亚军。同年4月，她代表俄罗斯参加丹麥科靈举办的歐洲羽毛球錦標賽，她和奥尔佳·莫罗佐娃以赛会4号种子在首圈以2比0（21-16、21-19）击败了德国强档的乔安娜·格里斯威斯基/拉腊·克普莱因；在次圈以2比0（21-9、21-9）横扫捷克的特里萨·斯瓦比科娃/凯特琳娜·托马洛娃；在八强中以2比1（19-21、21-16、21-14）逆转了赛会5号种子、荷兰强档的埃菲耶·穆斯肯斯/塞莱娜·皮克；四强中面对赛会头号种子、奥运亚军的卡米拉·吕特·尤尔/克里斯汀娜·彼德森，直落两局以0比2（10-21、13-21）不敌对手，赢得欧锦赛女子双打季军。同年7月，她与奥尔佳·莫罗佐娃出戰白夜羽毛球賽，在女双决赛以2比0（21-8、21-15）击败了赛会4号种子、法国强档的德爾菲娜·德爾呂/莉亞·巴萊爾莫，赢得国际赛女双冠军。同年11月，她与奥尔佳·莫罗佐娃出戰蘇格蘭羽毛球大獎賽，在女双準决赛以0比2（11-21、12-21）不敌荷兰强档的塞莱娜·皮克/谢丽尔·塞尔宁。

### 2018年
2018年2月，安娜斯塔西亚·切尔维亚科娃代表俄罗斯参加本国举办的歐洲羽毛球女子團體錦標賽，助球队赢得女子團體季军。

## 主要比賽成績
只列出曾進入準決賽的國際賽事成績：
| 年份   | 賽事                     | 公開賽級別 | 項目     | 搭檔                 | 成績   |
| ------ | ------------------------ | ---------- | -------- | -------------------- | ------ |
| 2008年 | 俄羅斯羽毛球大獎賽       | 大獎賽     | 女子雙打 | 罗米纳·加布杜林娜    | 準決賽 |
| 2009年 | 歐洲青年羽毛球錦標賽     | 其他       | 女子雙打 | 罗米纳·加布杜林娜    | 冠軍   |
| 2009年 | 塞浦路斯羽毛球國際賽     | 國際系列賽 | 女子雙打 | 娜塔莉亚·佩米诺娃    | 冠軍   |
| 2010年 | 哈爾科夫羽毛球國際賽     | 國際挑戰賽 | 混合雙打 | 丹尼斯·格拉切夫      | 準決賽 |
| 2010年 | 塞浦路斯羽毛球國際賽     | 國際系列賽 | 女子雙打 | Mariya Korobeynikova | 準決賽 |
| 2010年 | 塞浦路斯羽毛球國際賽     | 國際系列賽 | 混合雙打 | 丹尼斯·格拉切夫      | 亞軍   |
| 2010年 | 土耳其羽毛球國際賽       | 國際系列賽 | 女子雙打 | Mariya Korobeinikova | 冠軍   |
| 2011年 | 立陶宛羽毛球公開賽       | 國際系列賽 | 女子雙打 | Anastasia Nazarchuk  | 準決賽 |
| 2011年 | 歐洲青年羽毛球錦標賽     | 其他       | 混合團體 | －                   | 亞軍   |
| 2011年 | 塞浦路斯羽毛球國際賽     | 國際系列賽 | 女子雙打 | 塔吉娜·比比克        | 冠軍   |
| 2011年 | 塞浦路斯羽毛球國際賽     | 國際系列賽 | 混合雙打 | 尼古拉·尼科拉恩科    | 亞軍   |
| 2012年 | 歐洲女子羽毛球團體錦標賽 | 其他       | 女子團體 | －                   | 第四名 |
| 2012年 | 克羅地亞羽毛球國際賽     | 國際系列賽 | 女子雙打 | 塔吉娜·比比克        | 準決賽 |
| 2012年 | 西班牙羽毛球公開賽       | 國際挑戰賽 | 女子雙打 | 塔吉娜·比比克        | 冠軍   |
| 2012年 | 俄羅斯羽毛球大獎賽       | 大獎賽     | 女子雙打 | 塔吉娜·比比克        | 亞軍   |
| 2012年 | 白夜羽毛球賽             | 國際挑戰賽 | 女子雙打 | 塔吉娜·比比克        | 冠軍   |
| 2013年 | 法國羽毛球國際賽         | 國際挑戰賽 | 女子雙打 | 塔吉娜·比比克        | 準決賽 |
| 2013年 | 丹麥羽毛球國際賽         | 國際挑戰賽 | 女子雙打 | 塔吉娜·比比克        | 準決賽 |
| 2013年 | 比利時羽毛球國際賽       | 國際挑戰賽 | 女子雙打 | 尼娜·维斯洛娃        | 準決賽 |
| 2013年 | 俄羅斯羽毛球大獎賽       | 大獎賽     | 女子雙打 | 尼娜·维斯洛娃        | 冠軍   |
| 2013年 | 瑞士羽毛球國際賽         | 國際挑戰賽 | 女子雙打 | 尼娜·维斯洛娃        | 冠軍   |
| 2013年 | 威爾斯羽毛球國際賽       | 國際挑戰賽 | 女子雙打 | 尼娜·维斯洛娃        | 準決賽 |
| 2014年 | 愛沙尼亞羽毛球國際賽     | 國際系列賽 | 女子雙打 | 尼娜·维斯洛娃        | 冠軍   |
| 2014年 | 歐洲女子羽毛球團體錦標賽 | 其他       | 女子團體 | －                   | 亞軍   |
| 2014年 | 波蘭羽毛球公開賽         | 國際挑戰賽 | 女子雙打 | 尼娜·维斯洛娃        | 冠軍   |
| 2014年 | 美國羽毛球黃金大獎賽     | 黃金大獎賽 | 女子雙打 | 尼娜·维斯洛娃        | 準決賽 |
| 2014年 | 瑞士羽毛球國際賽         | 國際挑戰賽 | 女子雙打 | 尼娜·维斯洛娃        | 準決賽 |
| 2014年 | 瑞士羽毛球國際賽         | 國際挑戰賽 | 混合雙打 | 安德雷·帕拉霍金      | 準決賽 |
| 2014年 | 巴林羽毛球國際挑戰賽     | 國際挑戰賽 | 女子雙打 | 尼娜·维斯洛娃        | 亞軍   |
| 2015年 | 瑞典羽毛球大師賽         | 國際挑戰賽 | 女子雙打 | 尼娜·维斯洛娃        | 冠軍   |
| 2015年 | 西班牙羽毛球國際賽       | 國際挑戰賽 | 女子雙打 | 奥尔佳·莫罗佐娃      | 亞軍   |
| 2015年 | 里加羽毛球國際賽         | 未來系列賽 | 女子單打 | －                   | 冠軍   |
| 2015年 | 里加羽毛球國際賽         | 未來系列賽 | 混合雙打 | 安德雷·帕拉霍金      | 冠軍   |
| 2015年 | 立陶宛羽毛球國際賽       | 未來系列賽 | 混合雙打 | 安德雷·帕拉霍金      | 亞軍   |
| 2015年 | 瑞士羽毛球國際賽         | 國際挑戰賽 | 女子雙打 | 奥尔佳·莫罗佐娃      | 準決賽 |
| 2015年 | 挪威羽毛球國際賽         | 國際系列賽 | 女子雙打 | 奥尔佳·莫罗佐娃      | 準決賽 |
| 2015年 | 意大利羽毛球國際賽       | 國際挑戰賽 | 女子雙打 | 奥尔佳·莫罗佐娃      | 準決賽 |
| 2016年 | 愛沙尼亞羽毛球國際賽     | 國際系列賽 | 女子雙打 | 奥尔佳·莫罗佐娃      | 冠軍   |
| 2016年 | 愛沙尼亞羽毛球國際賽     | 國際系列賽 | 混合雙打 | 安德雷·帕拉霍金      | 準決賽 |
| 2016年 | 瑞典羽毛球大師賽         | 國際挑戰賽 | 女子雙打 | 奥尔佳·莫罗佐娃      | 準決賽 |
| 2016年 | 波蘭羽毛球公開賽         | 國際挑戰賽 | 女子雙打 | 奥尔佳·莫罗佐娃      | 準決賽 |
| 2016年 | 白夜羽毛球賽             | 國際挑戰賽 | 女子雙打 | 奥尔佳·莫罗佐娃      | 亞軍   |
| 2016年 | 世界大學生羽毛球錦標賽   | 其他       | 混合團體 | －                   | 季軍   |
| 2016年 | 俄羅斯羽毛球大獎賽       | 大獎賽     | 女子雙打 | 奥尔佳·莫罗佐娃      | 冠軍   |
| 2016年 | 威爾斯羽毛球國際賽       | 國際挑戰賽 | 女子雙打 | 奥尔佳·莫罗佐娃      | 冠軍   |
| 2016年 | 意大利羽毛球國際賽       | 國際挑戰賽 | 女子雙打 | 奥尔佳·莫罗佐娃      | 冠軍   |
| 2017年 | 歐洲羽毛球混合團體錦標賽 | 其他       | 混合團體 | －                   | 亞軍   |
| 2017年 | 歐洲羽毛球錦標賽         | 其他       | 女子雙打 | 奥尔佳·莫罗佐娃      | 季軍   |
| 2017年 | 白夜羽毛球賽             | 國際挑戰賽 | 女子雙打 | 奥尔佳·莫罗佐娃      | 冠軍   |
| 2017年 | 蘇格蘭羽毛球大獎賽       | 大獎賽     | 女子雙打 | 奥尔佳·莫罗佐娃      | 準決賽 |
| 2018年 | 歐洲羽毛球女子團體錦標賽 | 其他       | 女子團體 | －                   | 季軍   |
| 2019年 | 愛沙尼亞羽毛球國際賽     | 國際系列賽 | 女子雙打 | 奧爾佳·莫羅佐娃      | 亞軍   |
| 2019年 | 奧地利羽毛球公開賽       | 國際挑戰賽 | 女子雙打 | 奧爾佳·莫羅佐娃      | 亞軍   |
| 2019年 | 芬蘭羽毛球公開賽         | 國際挑戰賽 | 女子雙打 | 奧爾佳·莫羅佐娃      | 準決賽 |
| 2019年 | 杜拜羽毛球國際挑戰賽     | 國際挑戰賽 | 女子雙打 | 奧爾佳·莫羅佐娃      | 準決賽 |
| 2019年 | 意大利羽毛球國際賽       | 國際挑戰賽 | 女子雙打 | 奧爾佳·莫羅佐娃      | 準決賽 |
| 2021年 | 歐洲羽毛球混合團體錦標賽 | 其他       | 混合團體 | －                   | 季軍   |
| 2022年 | 印度羽毛球公開賽         | 超級500賽  | 女子雙打 | 奧爾佳·莫羅佐娃      | 亞軍   |

| 2007-2017年 | 首要超級賽 | 超級賽 | 黃金大獎賽 | 大獎賽 | 國際挑戰賽 | 國際系列賽 | 未來系列賽 | 其他 |

| 2018-2026年 | 總決賽 | 超級1000賽 | 超級750賽 | 超級500賽 | 超級300賽 | 超級100賽 | 國際挑戰賽 | 國際系列賽 | 未來系列賽 | 其他 |

### 奧運會和世錦賽參賽紀錄
|          | 搭檔                | 2011 | 2012 | 2013 | 2014 | 2015 | 2016 | 2017 | 2018 | 2019 | 2020 | 2021 |
| -------- | ------------------- | ---- | ---- | ---- | ---- | ---- | ---- | ---- | ---- | ---- | ---- | ---- |
| 女子雙打 | Maria Korobeyinkova | 48強 | －   | －   | －   | －   | －   | －   | －   | －   | －   | －   |
| 女子雙打 | 塔吉娜·比比克       | －   | －   | 32強 | －   | －   | －   | －   | －   | －   | －   | －   |
| 女子雙打 | 尼娜·维斯洛娃       | －   | －   | －   | 32強 | －   | －   | －   | －   | －   | －   | －   |
| 女子雙打 | 奥尔佳·莫罗佐娃     | －   | －   | －   | －   | －   | －   | 16強 | －   | 32強 | －   | 32強 |